# Salaílla

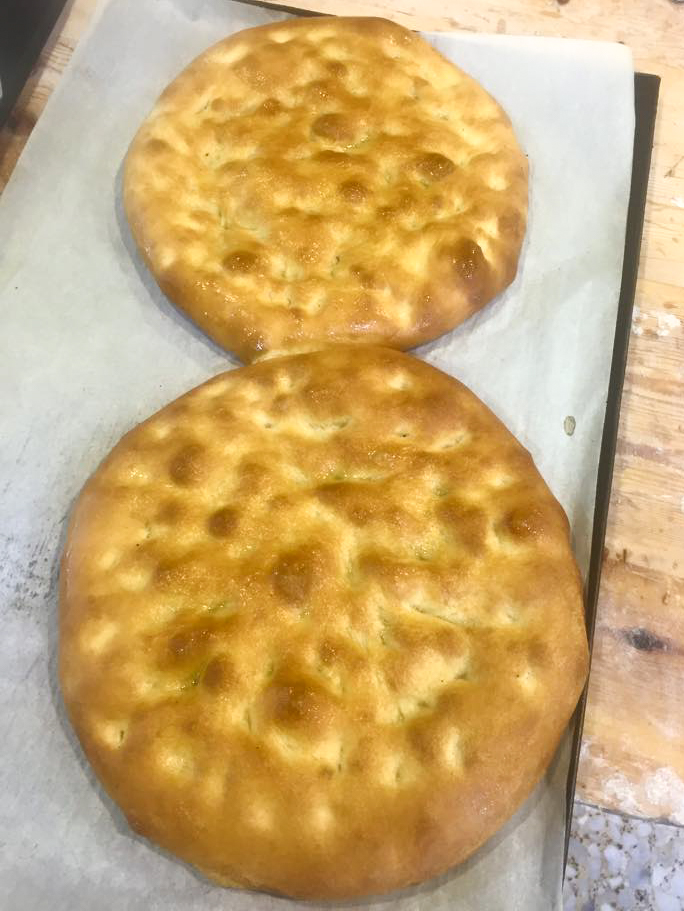
Salaílla y jallulla en Cazorla.

La saladilla, salaílla o torta de carda es una torta de pan redonda y plana y cubierta de aceite de oliva y granos de sal gorda. Se consume en la provincia de Granada generalmente durante los meses de primavera y es típico tomarla en las festividades de esa época del año (Cruces de Mayo, Festividad del Corpus, etc.). La única diferencia entre una salaílla y una jayuya es que la segunda es dulce y se cubre con azúcar en vez de sal.
Es un pan que tradicionalmente se prepara en los hornos morunos, típicos hornos de leña de origen árabe, que aún pueden verse en algunas poblaciones de la provincia de Granada. Las salaíllas y jayuyas son dos preparaciones clásicas de Alfacar y Víznar, dos pueblos con gran tradición panadera.

## Elaboración
La salaílla contiene harina, agua, masa madre, levadura y sal. Tras el amasado y boleado, se pasa a una fermentación de entre 5 y 20 minutos. Luego se forman las masas individuales y se vuelve a reposar por otros 15 minutos. Se aplastan las masas y con los mismos dedos se forman los «hoyuelos», que sirven para que el pan se impregne del aceite de oliva. Se aliña con aceite y sal y se cuecen a 200-230 °C en hornos alimentados por madera de olivo y otras leñas procedentes de la Sierra de Huétor. Finalmente se sacan del horno, se vuelven a pintar con aceite y se dejan enfriar.

## Cultura y consumo
Antiguamente, los panaderos de Alfacar llevaban las salaíllas y otros panes a la ciudad de Granada en capachos a lomos de mulas o caballos. Es el origen de la fiesta de la Noche de los Capachos, celebrada cada segundo domingo de enero.
La salaílla se puede encontrar sobre todo el Día de la Cruz de Mayo (3 de mayo), pero también el día de San Cecilio (6 de febrero), patrón de Granada. En estos días es típico consumir salaíllas con habas verdes procedentes de la Vega de Granada, además de jamón serrano, tocino curado o bacalao seco (aunque este último, al estar en salazón, aumenta en exceso el nivel de sal en combinación con la salaílla).